# E. B. White
Elwyn Brooks White (Mount Vernon, 1899. július 11. – Brooklin, 1985. október 1.) amerikai író. Számos gyerekeknek szóló népszerű könyv szerzője volt. A School Library Journal olvasói körében végzett 2012-es felmérésben a Malac a pácban (1952) című könyve végzett az első helyen a száz legjobb gyermekregényt rangsoroló szavazáson. Emellett a The New Yorker magazin írója és közreműködő szerkesztője volt, valamint társszerzője a The Elements of Style angol nyelvi stíluskalauznak.

## Élete
E.B. White a New York állambeli Mount Vernonban született Samuel Tilly White, egy zongoraipari cég elnökének és Jessie Hart Whitenak, William Hart skót-amerikai festő lányának hatodik és egyben legfiatalabb gyermekeként. Elwyn bátyja, Stanley Hart White, akit Stanként ismertek, a tájépítészet professzora és a függőleges kert (zöld fal) feltalálója, tanította White-ot az olvasásra és a természeti világ felfedezésére.
Mielőtt egyetemre járt volna, White az Egyesült Államok hadseregében szolgált az első világháborúban. Ezt követően 1921-ben a Cornell Egyetemen szerzett Bachelor of Arts fokozatot. Cornellben az "Andy" becenevet kapta, ahol a hagyomány ezzel a becenévvel ruház fel minden férfi diákot, akinek vezetékneve White, a Cornell társalapítója, Andrew Dickson White után. A Cornellnél a The Cornell Daily Sun szerkesztőjeként dolgozott osztálytársával, Allison Danziggel, aki később a The New York Times sportújságírója lett. White tagja volt az "Aleph Samach" és a "Quill and Dagger" társaságoknak és a "Phi Gamma Delta" ("Fidzsi") testvériségnek is.
Érettségi után White a United Pressnél (ma United Press International) és az American Legion News Service-nél dolgozott 1921-ben és 1922-ben. 1922 szeptemberétől 1923 júniusáig a The Seattle Times kölyökriportere volt. Egy alkalommal, amikor White elakadt egy történet írása közben, a Times szerkesztője azt mondta: „Csak mondd ki a szavakat.” Kirúgták a Times-tól, majd később a Seattle Post-Intelligencernek írt, mielőtt Alaszkában dolgozott egy tűzoltóhajón. Majdnem két évig dolgozott a Frank Seaman reklámügynökségnél produkciós asszisztensként és szövegíróként, majd 1924-ben visszatért New Yorkba. Amikor 1925-ben megalapították a The New Yorkert, White kéziratokat nyújtott be oda. Katharine Angell, az irodalmi szerkesztő azt javasolta Harold Ross főszerkesztőnek és alapítónak, hogy White-ot vegyék fel írónak. Hónapokba telt azonban meggyőzni őt arról, hogy jöjjön el egy megbeszélésre az irodában, és további hetekbe telt, mire meggyőzték, hogy a helyszínen dolgozzék. Végül beleegyezett, hogy csütörtökönként az irodában dolgozzon.
White félénk volt a nőkkel szemben, és azt állította, hogy "túl kicsi a szíve, túl nagy a tolla". De 1929-ben, egy viszony után, amely a válásához vezetett, White és Katharine Angell összeházasodtak. Volt egy fiuk, Joel White, aki haditengerészeti építész és hajóépítő, később a Maine állambeli Brooklinban lévő Brooklin Boat Yard tulajdonosa volt. Katharine első házasságából származó fia, Roger Angell esszéíró évtizedeket töltött a The New Yorker fikciós szerkesztőjeként, és jól ismert a magazin baseball-írójaként.
A Malac a pácban-hoz írt előszavában Kate DiCamillo idézi White-ot, aki azt mondta: "Csak azt remélem, hogy a könyvekben elmondhatom, csak azt remélem, hogy valaha is elmondhatom, hogy szeretem a világot." White szerette az állatokat, a farmokat is és a mezőgazdasági eszközöket, az évszakokat és az időjárás formáit.
James Thurber White-ot csendes emberként jellemezte, aki nem szereti a nyilvánosságot, és aki a The New Yorkernél töltött ideje alatt a tűzlépcsőn keresztül kisurrant az irodájából a Schrafft's (étteremlánc) közeli üzletébe, hogy elkerülje az általa nem ismert látogatókat:
A legtöbben halvány kíváncsiságból és mélységes beletörődésből fakadó udvariasságból megadó gesztussal és merev vigyorral kimegyünk a mosolygó idegen elé, de White mindig a tűzlépcsőhöz ment. Kerülte a recepciós embert, ahogy a kérdezőt, a fotóst, a mikrofont, a szószéket, az irodalmi teát és a Gólyaklubot (Stork Club – manhattani éjszakai bár). Az élete az övé. Ő az egyetlen kiemelkedő író, akit ismerek, aki átsétálhat az Algonquin előcsarnokán vagy a Jack és Charlie's asztalai között, és csak a barátai ismerik fel.
Élete későbbi szakaszában White Alzheimer-kórban szenvedett, és 1985. október 1-jén halt meg farmházában, a Maine állambeli North Brooklinban. A Brooklin temetőben van eltemetve Katharine mellé, aki 1977-ben halt meg.

## Pályafutása

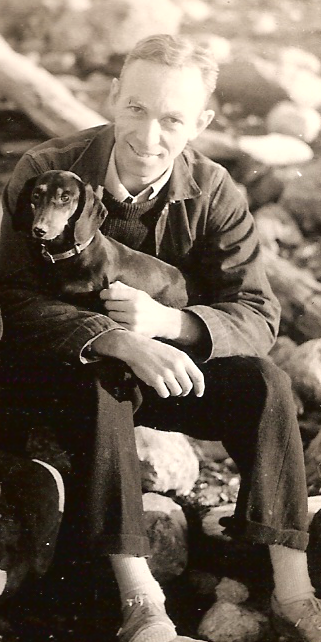
White a tengerparton tacskójával, Minnie-vel

E.B. White 1925-ben publikálta első cikkét a The New Yorkerben, majd 1927-ben csatlakozott a stábhoz, és csaknem hat évtizeden át folytatta a közreműködést. A legjobban esszéiért és aláírás nélküli „Jegyzetek és megjegyzések” című darabjaiért ismerték el, és fokozatosan a magazin legfontosabb munkatársa lett. A The New Yorkernél végzett pályafutása elejétől a végéig gyakran adta meg a magazin által "Newsbreaks"-nek nevezett (rövid, szellemes megjegyzéseket sok forrásból származó furcsa szövegezésű nyomtatott cikkekhez) különféle kategóriákban, például "Block That Metafora". 1938 és 1943 között a Harper's Magazine rovatvezetője is volt.
1949-ben White kiadta a Here Is New York című rövid könyvet egy cikk alapján, amelyet a "Holiday" (utazási magazin) számára bíztak meg. Ted Patrick (Edwin Hill "Ted" Patrick) szerkesztő felkereste White-ot az esszé megírásával kapcsolatban, és azt mondta neki, hogy szórakoztató lesz. „Az írás soha nem „szórakoztató” – válaszolta White. Ez a cikk azt tükrözi, hogy az író nagyra értékeli azt a várost, amely „a magány és a magánélet ajándékát” egyaránt biztosítja lakóinak. Sötét megjegyzéssel zárul, amely érinti azokat az erőket, amelyek elpusztíthatják a várost, amelyet szeretett. Ezt a városnak írt jósló "szerelmes levelet" 1999-ben, születése századik évfordulója alkalmából adták ki mostohafia, Roger Angell bevezetőjével.
1959-ben White szerkesztette és frissítette a The Elements of Style-t. Ezt a nyelvtani és stilisztikai útmutatót az amerikai angol írók számára először William Strunk Jr., White egyik Cornell-beli professzora írta és adta ki 1918-ban. A könyv White általi átdolgozása rendkívül kedvező fogadtatásra talált és későbbi kiadások következtek 1972-ben, 1979-ben és 1999-ben. Maira Kalman 2005-ben illusztrált egy kiadást. Ugyanebben az évben egy Nico Muhly nevű New York-i zeneszerző bemutatta a könyv alapján készült rövid operáját. A kötet szabványos eszköz a diákok és írók számára, és sok zeneszerzési órán kötelező olvasmány. A The Elements of Style teljes történetét Mark Garvey Stilized: A Slightly Obsessive History of Strunk & White The Elements of Style című művében részletezi.
1978-ban White külön Pulitzer-díjat nyert "leveleire, esszéire és munkáinak teljes tartalmára" hivatkozva. 1963-ban megkapta az Elnöki Szabadság-érdemrendet, valamint tiszteletbeli tagságot kapott számos irodalmi társaságban az Egyesült Államokban. Az 1973-ban Oscar-díjra jelölt The Family That Welt Apart kanadai animációs rövidfilmet White narrálja, és az azonos című novelláján alapul.

## Gyerekkönyvei
Az 1930-as évek végén White egy unokahúga, Janice Hart White nevében fordult a gyermekirodalom felé. Első gyermekkönyve, a Stuart Little 1945-ben jelent meg, a Malac a pácban pedig 1952-ben következett. A Stuart Little kezdetben langyos fogadtatásban részesült az irodalmi közösség részéről. Mindazonáltal mindkét könyv nagy elismerést kapott, és a Malac a pácban Newbery kitüntetést kapott az Amerikai Könyvtári Szövetségtől, bár alulmaradt Ann Nolan Clarktól a Secret of the Andes (Andok titka) című Newbery-éremmel szemben.
White 1970-ben megkapta a Laura Ingalls Wilder-érmet (Children's Literature Legacy Award) az Egyesült Államok hivatásos gyermekkönyvtárosaitól. Ezzel elismerték „jelentős és tartós hozzájárulását a gyermekirodalomhoz”. Abban az évben ő volt az Egyesült Államok jelöltje és a kétévente megrendezésre kerülő Hans Christian Andersen-díj második helyezettje is, mint 1976-ban is. Ezenkívül 1970-ben megjelent White harmadik gyermekregénye, The Trumpet of the Swan (A trombitás hattyú). 1973-ban elnyerte az oklahomai Sequoyah-díjat (Sequoyah Book Award) és a kansasi William Allen White-díjat (William Allen White Children's Book Award), mindkettőt az év kedvenc könyvére szavazó diákok választották ki. 2012-ben a School Library Journal szponzorált egy olvasói felmérést, amely a Malac a pácbant jelölte meg a legjobb gyerekregénynek.

## Díjak és kitüntetések
1953 Newbery Medal a Malac a pácban-ért
1960 American Academy of Arts and Letters Gold Medal
1963 Presidential Medal of Freedom (Elnöki Szabadságérem)
1970 Laura Ingalls Wilder Award
1971 National Medal for Literature
1977 L.L. Winship/PEN New England Award, Letters of E.B. White
1978 Pulitzer Prize Special Citation for Letters

### Egyéb
A The E.B. White Read Aloud Award, melyet a The Association of Booksellers for Children ítéli oda azoknak a könyveknek, amelyek megtestesítik E.B. White munkáinak szellemét.

## Könyvei
- Less than Nothing, or, The Life and Times of Sterling Finny (1927)
- White, E.B. (1929). The lady is cold: poems by E.B.W. New York: Harper and Brothers.
- Thurber, James; White, E.B. (1929). Is sex necessary? Or, why you feel the way you do. New Yorker: Harper & Brothers.
- Ho Hum: Newsbreaks from the New Yorker (1931). Intro by E.B. White, and much of the text as well.
- Alice Through the Cellophane, John Day(wd) (1933)
- Every Day is Saturday, Harper (1934)
- Quo Vadimus: or The Case for the Bicycle, Harper (1938)
- A Subtreasury of American Humor (1941). Co-edited with Katherine S. White.
- One Man's Meat (1942): A collection of his columns from Harper's Magazine
- The Wild Flag: Editorials From The New Yorker On Federal World Government And Other Matters (1943)
- Stuart Little (1945)
- Here Is New York (1949)
- Charlotte's Web (1952)
- The Second Tree from the Corner (1954)
- The Elements of Style (with William Strunk Jr.) (1959, republished 1972, 1979, 1999, 2005)
- The Points of My Compass (1962)
- The Trumpet of the Swan (1970)
- Letters of E.B. White (1976)
- Essays of E.B. White (1977)
- Poems and Sketches of E.B. White (1981)
- Writings from "The New Yorker" (1990)
- In the Words of E.B. White (2011)
- The Fox of Peapack
- Farewell to Model T
- An E.B. White Reader. Edited by William W. Watt and Robert W. Bradford.

### Esszék és tudósítások
- E.B.W. (April 18, 1925). "A Sep Forward". The New Yorker. Vol. 1, no. 9. p. 21.
- — (May 9, 1925). "Defense of the Bronx River". The New Yorker. Vol. 1, no. 12. p. 14.

### Magyarul
- Stuart Little  – Egy kisegér nagyon nagy kalandja(wd) · Alexandra, Pécs, 2006 ISBN 9633688337 · fordította: Szabó Zsuzsanna, illusztrálta: Garth Williams(wd)<ref>Garth Montgomery Williams (1912. április 16. – 1996. május 8.) amerikai művész, aki a háború utáni amerikai korszakban gyermekkönyv-illusztrátorként vált ismertté.
- Malac a pácban (Charlotte's Web) · Móra, Budapest, 2007 ISBN 9789631182774 · fordította: Polyák Béla, illusztrálta: Garth Williams

### Filmadaptációk
- Stuart Little, kisegér (1999)
- Stuart Little, kisegér (2002)
- Stuart Little, kisegér (2005)
- Malac a pácban (1973)
- Wilbur nagy kalandja (2003)
- Malac a pácban (2006)

## Fordítás
- Ez a szócikk részben vagy egészben  az   E. B. White című angol Wikipédia-szócikk fordításán alapul.  Az eredeti cikk szerkesztőit annak laptörténete sorolja fel. Ez a jelzés csupán a megfogalmazás eredetét és a szerzői jogokat jelzi, nem szolgál a cikkben szereplő információk forrásmegjelöléseként.